# Sykoúrio
Sykoúrio är en ort i Grekland.   Den ligger i prefekturen Nomós Larísis och regionen Thessalien, i den centrala delen av landet, 220 km nordväst om huvudstaden Aten. Sykoúrio ligger 190 meter över havet och antalet invånare är 2 318.
Terrängen runt Sykoúrio är bergig. Runt Sykoúrio är det glesbefolkat, med 8 invånare per kvadratkilometer. Närmaste större samhälle är Lárisa, 19,4 km sydväst om Sykoúrio. 